# شهاب آباد (مقاطعة فهرج)
شهاب‌آباد (بالفارسية: شهاب‌آباد) هي قرية تقع في ناحية نغين كوير في إيران. يقدر عدد سكانها بـ 150 نسمة بحسب إحصاء 2016.